# 蘇爾科區 (瓦羅奇里省)
11°53′06″S 76°26′33″W / 11.88500°S 76.44250°W
蘇爾科區（西班牙語：Distrito de Surco），是秘魯的一個區，位於該國中南部利馬大區的瓦羅奇里省，始建於1920年9月15日，面積102.6平方公里，海拔高度2,018米，2005年人口2,057，人口密度每平方公里20人。